# Carter Bettles
Carter Bettles (Brisbane, 2 september 1998) is een Australisch wielrenner.

## Carrière
In 2022 werd Bettles, namens ARA Pro Racing Sunshine Coast, onder meer negende in de Oita Urban Classic en derde in een etappe in de Ronde van Langkawi. In november van dat jaar werd hij derde in het eindklassement van de Ronde van Tasmanië. In 2023 maakte hij de overstap naar het Japanse Victoire Hiroshima. In mei van dat jaar nam hij deel aan de Ronde van Japan, waar hij een etappe won en zevende werd in het eindklassement. Na één seizoen in Japanse dienst maakte hij in 2024 de overstap naar het Thaise Roojai Insurance. In de Ronde van Taiwan, medio maart, won hij een etappe en eindigde hij als derde in het klassement. Een maand later werd hij zesde in het door Ryan Cavanagh gewonnen Oceanische kampioenschap op de weg. In zijn tweede seizoen bij de ploeg won hij een rit in de Ronde van Banyuwangi Ijen.

## Overwinningen
2023
3e etappe Ronde van Japan
2024
4e etappe Ronde van Taiwan
2025
3e etappe Ronde van Banyuwangi Ijen

## Ploegen
- 2019 –  Futuro-Maxxis Pro Cycling
- 2020 –  St George Continental Cycling Team
- 2021 –  St George Continental Cycling Team
- 2022 –  ARA Pro Racing Sunshine Coast
- 2023 –  Victoire Hiroshima
- 2024 –  Roojai Insurance
- 2025 –  Roojai Insurance

Berwick · Bettles · Cavanagh · Dutton · Gandy · Harvey · Heaney · Kennett · Quick · Reardon · Vink · Wiggins · Yates · Zenovich
Bettles · Cavanagh · Crome · Dutton · Gandy · Harvey · Hamish Keast · Kennett · O'Donnell · Reardon · Vink · Zenovich